# Astorga (Oper)

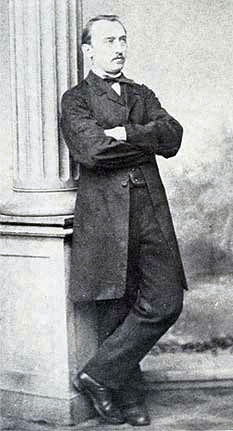
Johann Joseph Abert

Astorga ist eine romantische Oper in drei Akten von Johann Joseph Abert nach einem Libretto von Ernst Heinrich Anton Pasqué.

## Konzeption
Grundlage für das Libretto ist eine legendäre Episode aus dem Leben des Komponisten Emanuele d’Astorga, wobei dessen Komposition Stabat mater eine dramaturgische Schlüsselfunktion zukommt. Die Komposition von Abert zeigt in den großen, aus Solonummern herausgewachsenen Vokalensembles ihre theatralischen Qualitäten. Auch wenn die Struktur der Nummernoper generell erhalten bleibt, so sind die Übergänge durch cantabile Gestaltung der Rezitative meist fließend.
Auch wenn Abert sein Werk im Uraufführungsjahr von Richard Wagners „Tristan und Isolde“ komponiert hat, so zeigen sich dennoch kaum Einflüsse Wagners auf das Werk Aberts. Die meisterhafte Instrumentation und die reformerischen Züge der Partitur gehen vielmehr auf das Vorbild Giacomo Meyerbeers zurück.

## Instrumentation
2 Flöten, 2 Oboen, 2 Klarinetten, 2 Fagotte, 4 Hörner, 2 Trompeten, 3 Posaunen, Ophikleide, Pauken, Schlagzeug (Triangel, große Trommel), Streicher.

## Handlung

### I. Akt
Gartenterrasse des Palastes Farnese in Parma:
Astorga und Eleonore lieben einander, Francesco Farnese jedoch hat seiner Nichte Carlos zum Mann bestimmt und Astorga beauftragt,  durch ein Lied das Hochzeitsfest zu verschönen. Als Carlos auf dem Fest erscheint, trägt Astorga sein neues Lied, eine verschlüsselte Huldigung an Eleonore, vor. Während Angioletta, eine begeisterte Schülerin Astorgas, ein für das Fest bestelltes Preislied ihres Meisters vorträgt, in den sie heimlich verliebt ist, erkennt Astorga mit Schrecken in seinem Nebenbuhler den Mörder seiner Eltern wieder. Dieser hatte Astorgas Vater hinrichten lassen, weil er sich gegen die Tyrannenherrschaft aufgelehnt hatte, und Astorga und seine Mutter gezwungen, der Hinrichtung beizuwohnen, was der Mutter das Herz gebrochen hatte. Als Astorga öffentliche Anklage gegen Carlos erhebt, beschließen dieser und Farnese seinen Untergang. Es kommt zum Duell, in dessen Verlauf Carlos die Oberhand gewinnt. Als er den Sänger durchbohren will, wirft sich Angioletta dazwischen, hält Carlos von seiner Tat ab und rettet so Astorgas Leben. Astorga wird von den Anhängern Carlos weggeführt.

### II. Akt
Angiolettas Haus bei Parma in lieblicher Landschaft, die von einem Fluss im Hintergrund durchzogen wird:
Astorga hat sich hierher vor den Verfolgungen des Carlos geflüchtet und komponiert in aller Einsamkeit, zurückgezogen von aller Gesellschaft, an seiner Hymne Stabat mater dolorosa. Angioletta erscheint und mahnt den Geliebten, sich zu seiner Sicherheit ins Haus zurückzuziehen. Kaum ist Astorga ihrer Mahnung gefolgt, ertönen Männerstimmen, und in einer Gondel erscheinen Carlos, Lauristan und mehrere Kavaliere.
Lauristan, dem es nur mit Mühe gelungen war, den Aufenthalt von Angioletta auszukundschaften, hat vom Kaiser den Auftrag erhalten, die berühmte und beliebte Sängerin Angioletta für die Hofoper zu engagieren, aber diese lehnt den ehrenhaften Antrag ab. Die Kavaliere bitten sie zu singen, und nachdem sie alle durch ihren schönen Gesang entzückt hat, verabschieden sich die Herren wieder. Carlos und Lauristan haben sich in die schöne Sängerin verliebt, und Carlos beschließt, sie heute Nacht mit Gewalt zu entführen.
Kaum ist Angioletta ins Haus geeilt, um Astorga vor den Spähern zu retten, erscheint Eleonore. Sie hat erfahren, dass ihr Gemahl Carlos den Aufenthalt Astorgas durch Späher erfahren hat, und versteckt sich in der Nähe der Hütte, um den armen Sänger zu retten. Carlos, der sich von seinen Gefährten getrennt hat, um die geplante Entführung auszuführen, entdeckt Eleonore und hält sie für Angioletta. Er gesteht ihr seine Liebe, erkennt aber zu spät, dass er seine Gattin Eleonore vor sich hat. Wütend dringt er auf sie ein, doch Astorga eilt herbei und rettet Eleonore.
Carlos fordert Astorga zum sofortigen Duell und wird in diesem getötet. Das herbeigeeilte Volk findet den toten Carlos, und ein Offizier befiehlt die Gefangennahme Astorgas. Als Angioletta verspricht, Lauristan an den Hof zu folgen, wird Astorga freigelassen, aber er verfällt dem Wahnsinn. Eleonore macht es sich nun zur Aufgabe, Astorga zu schützen.

### III. Akt
Palast der Eleonore:
In treuer Liebe hat sich Eleonore zwei Jahre lang vergeblich bemüht, Astorga von seiner Geisteskrankheit zu heilen, und hat nichts unversucht gelassen, den Geliebten zu retten. Nun will sie einen letzten Versuch machen, indem sie eine berühmte Sängerin bestellt hat, die durch Astorgas eigene Komposition, die Hymne Stabat mater dolorosa, dessen geistige Umnachtung vertreiben soll. Nun erscheint Angioletta, die inzwischen zur berühmten Sängerin geworden ist und sich gerne dazu bereit erklärt, den verehrten Meister durch Gesang der Hymne zu heilen, worauf Astorga die geistige Klarheit wieder erlangt. Sofort erkennt er die geliebte Angioletta und sinkt ihr in die Arme. Obwohl Eleonore vom König von Spanien die Erlaubnis erwirkt hat, dass Astorga seinen alten Namen Fürst von Palagonien wieder führen darf, beschließt dieser doch, fortan nur noch mit Angioletta in stiller Zurückgezogenheit der Kunst zu leben. Eleonore, die Astorga innig geliebt hat, nimmt, von tiefem Schmerz erfüllt, für immer Abschied vom Geliebten.